# Opius cuencaensis
Opius cuencaensis är en stekelart som beskrevs av Fischer 1968. Opius cuencaensis ingår i släktet Opius och familjen bracksteklar. Inga underarter finns listade i Catalogue of Life.